# قلعه جغدها (فیلم ۱۹۹۹)
قلعه جغدها (انگلیسی: Owls' Castle) فیلمی در ژانر درام و رمانتیک به کارگردانی ماساهیرو شینودا است که در سال ۱۹۹۹ اکران شد. از بازیگران آن می‌توان به کی‌ایچی ناکای، تاکایا کامیکاوا، ماکو ایواماتسو، و جینپاچی نزو اشاره کرد.